# Kuznica
Kuźnica (pronunciación en polaco: /kuʑˈɲit͡sa/) es un pueblo ubicado en el distrito administrativo de Gmina Zelów, dentro del condado de Bełchatów, voivodato de Łódź, en el centro de Polonia. Se encuentra a unos 9 kilómetros al noreste de Zelów, a 19 kilómetros al norte de Bełchatów, y 31 kilómetros al sur de la capital regional Łódź.
El pueblo tiene una población de 70 habitantes.